# Strangalia ochroptera
Strangalia ochroptera là một loài bọ cánh cứng trong họ Cerambycidae.